# 筧本翔昂
筧本 翔昂（といもと しょうご、1987年6月25日 - ）は、日本の元男子バレーボール選手。

## 来歴
広島県江田島市出身。切串中でバレーボールを始める。3年時2002年にトップス広島が開校したトップス広島バレーボール学校（JTサンダーズジュニアチーム）に1期生として入団。神辺旭高校時代は2005年岡山国体の広島県選抜に選ばれ優勝を経験。高校卒業後に東亜大学へ進学し、2006年にイランで開催された第13回アジアジュニアで準優勝をした。2008年西日本インカレでは3年ぶりの優勝に貢献し、ブロック賞とサーブ賞を受賞した。
大学在学中の2009年12月にJTサンダーズ（現・JTサンダーズ広島）の内定選手となり、卒業後の2010年に入団。JTジュニアチーム出身の初のVリーグ選手となった。同年4月、2010年度全日本代表登録メンバーに初選出された。
2020年5月に現役引退。引退後は社業に専念するとサンダーズ公式で発表されたが、6月に女子マーヴェラスの副部長として登録された。

## 球歴
- 全日本代表 - 2010年、2013-2014年
  - ワールドグランドチャンピオンズカップ - 2013年

## 所属チーム
- 江田島市立切串中学校
  - トップス広島バレーボール学校（JTサンダーズジュニアチーム）
- 神辺旭高校
- 東亜大学
- JTサンダーズ広島（2010-2020年）